# Kambodža na Letních olympijských hrách 2008
Kambodža se účastnila Letní olympiády 2008 ve 2 sportech. Zastupovali ji 4 sportovci.

## Atletika
Hem Bunting, Sou Titlinda

## Plavání
Hem Thon Ponloeu, Hem Thon Vitiny